# Pseudoscleropodium
Pseudoscleropodium er en slægt af mosser med kun en enkelt art.
| Arter |

- Hulbladet Fedtmos Pseudoscleropodium purum